# William Spigurnell
William Spigurnell (também Spygurnell) (fl. 1390 - 1420) foi um cónego de Windsor de 1395 a 1425 e arquidiácono de Colchester.

## Carreira
Ele foi nomeado:
- Prebendário de Erdington na capela livre do rei de Bridgnorth 1391.
- Arquidiácono de Colchester 1411 - 1425

Ele foi nomeado para a quinta bancada na Capela de São Jorge, Castelo de Windsor em 1394 e manteve a canonaria até 1425.